# Ковшовий живильник

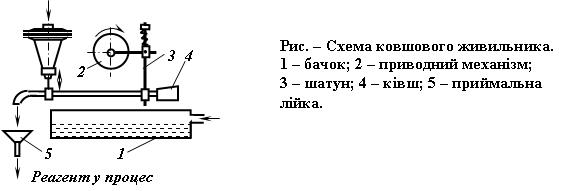

Ковшовий живильник — живильник реагентний для дозування рідин.
Автоматизовані ковшові живильники 5-АДР і 6-АДР (рис.) розроблені на базі скіпових живильників для великих витрат реагентів.
У цих живильниках скіпи замінені ковшами. Дозування реагенту регулюється зміною кута нахилу ковша. На один привід живильника 6-АДР можуть бути встановлені від 1 до 12 регульованих блоків, кожний з яких призначений для обслуговування однієї точки.
Кількість реагенту, що видається ковшем за одне перекидання (ковшові живильники 5-АДР) — 5 – 800 см3.